# Chiesa di Santa Maria Maddalena (Valdastico)
La chiesa di Santa Maria Maddalena è la parrocchiale di Forni, frazione del comune sparso di Valdastico, in provincia e diocesi di Vicenza; fa parte del vicariato di Arsiero-Schio.

## Storia
In origine la comunità di Forni dipendeva dalla pieve di San Giorgio di Velo. Inoltre, la primitiva chiesetta sorgeva sulla riva sinistra dell'Astico; dopo la sua distruzione durante un'inondazione, fu ricostruita sull'altro lato del torrente.
Nel 1775 il vescovo Antonio Maria Priuli, durante la sua visita pastorale, trovò che il paese costituiva una parrocchia autonoma.
La prima pietra della nuova parrocchiale venne posta nel 1873; l'edificio, in stile neoclassico, fu portato a termine nel 1891. Anche il campanile risale al XIX secolo, anche se c'è discordanza sull'anno preciso di realizzazione: infatti, sulla porta d'ingresso è inciso l'anno 1839, mentre le autorizzazioni per la preparazione dei lavori son datate 1850.
La chiesa venne restaurata nel 1921 per sanare i danni riportati durante la prima guerra mondiale; verso il 1965 fu adeguata alle norme postconciliari con l'installazione dell'altare rivolto verso l'assemblea e nel 2005 si provvide a ristrutturare il campanile.

## Descrizione

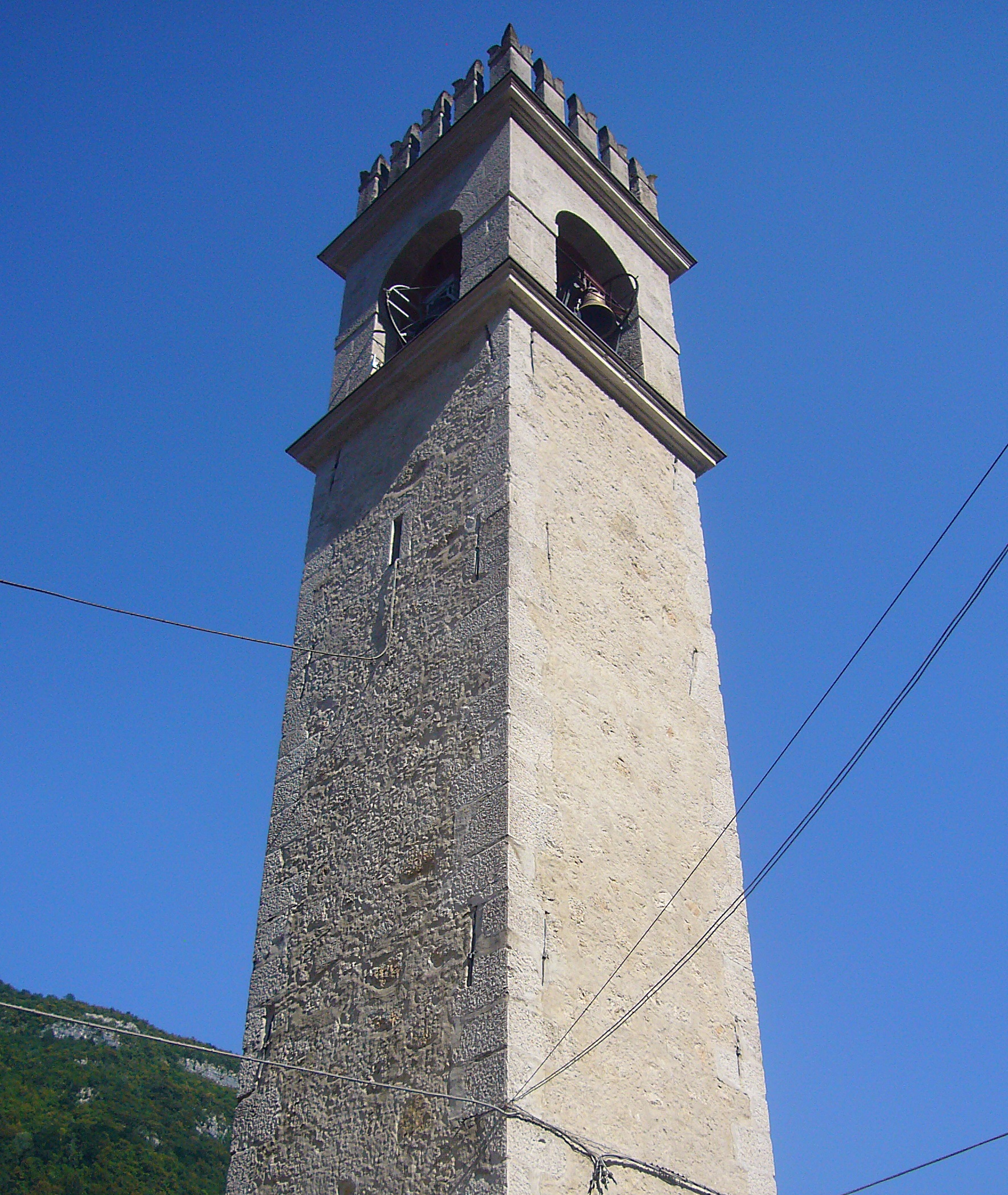
Il campanile

### Esterno
La facciata a capanna della chiesa, che volge a mezzogiorno, è scandita da quattro lesene composite, sorreggenti il timpano triangolare in cui s'apre un oculo, e presenta al centro il portale d'ingresso architravato e la scritta "DOM / S. Mariae Magdalenae / dicatum", inscritta in un grande arco a tutto sesto.
Accanto alla parrocchiale sorge il campanile in pietra, la cui cella presenta su ogni lato una monofora a tutto sesto; come coronamento vi è una merlatura in stile ghibellino.

### Interno
L'interno dell'edificio si compone di un'unica navata, sulla quale si affacciano le cappelle laterali introdotte da archi a tutto sesto e le cui pareti sono scandite da lesene sorreggenti il cornicione modanato e aggettante sopra il quale si imposta la volta a botte; al termine dell'aula si sviluppa il presbiterio, rialzato di alcuni gradini, delimitato da balaustre e concluso dall'abside semicircolare.